# Немецкое расследование Катынского дела (1943)
Немецкое расследование Катынского дела — расследование властями нацистской Германии убийства польских военнослужащих в Козьих Горах, проведённое в 1943 году.

## Обнаружение захоронений

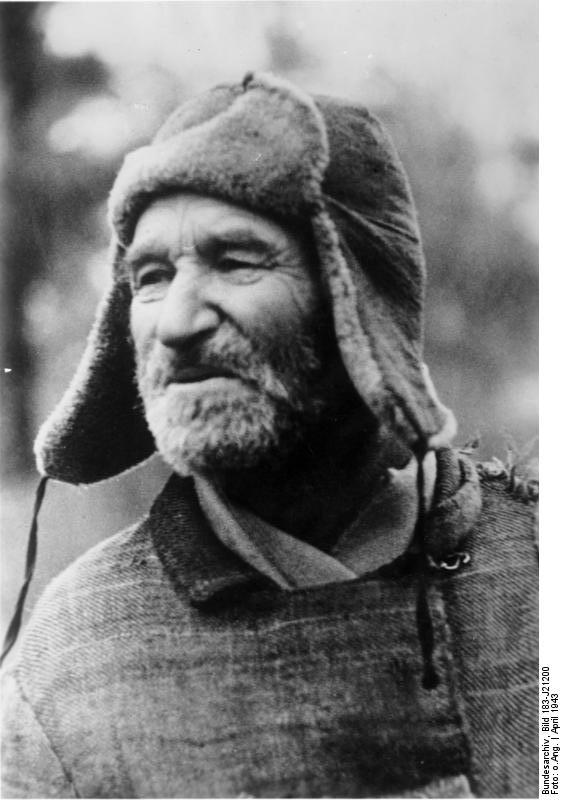
Парфен Киселев. Немецкое фото 1943 г.

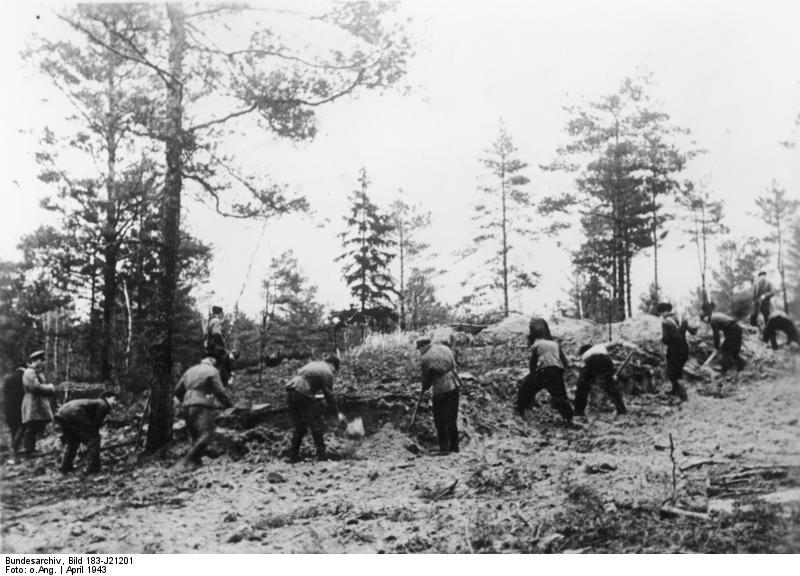
Начало эксгумаций

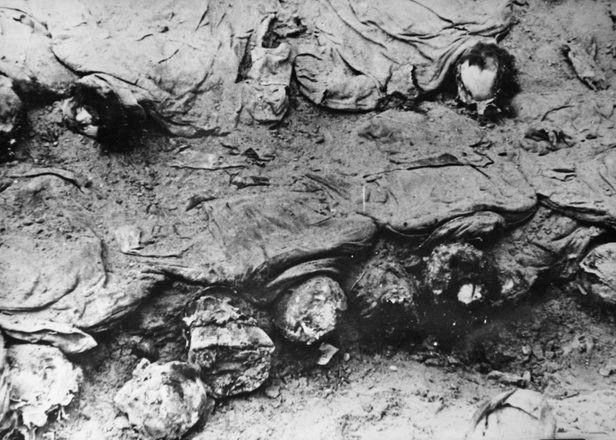
Эксгумация катынской могилы.

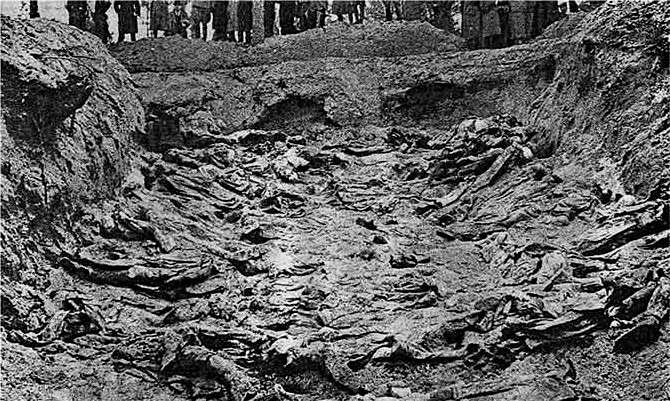
Раскопанная могила.

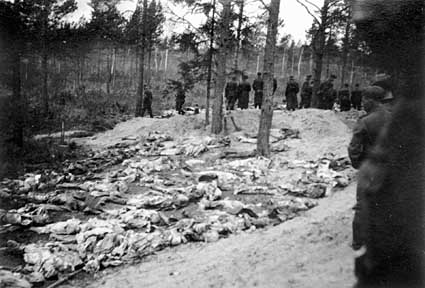
Раскопанная могила

В марте 1942 года поляки, работавшие в дислоцировавшемся в районе Козьих Гор строительном взводе № 2005, по указаниям местных жителей (прежде всего Парфёна Киселёва.) раскопали одну из могил и установили на ней березовый крест, сообщив об этом немцам, но в то время те никак не отреагировали на эту информацию. Не вызвал интереса также доклад местного командира, полковника Аренса, о найденной им (разрытой волком) могиле и слухах о расстрелах.
18 февраля 1943 года немецкая полевая полиция приступила к раскопкам могил в Катынском лесу и допросам местных жителей, а 29 марта была начата массовая эксгумация. Руководил ею профессор университета Бреслау Герхардт Бутц. Бывший бургомистр Смоленска Меньшагин, посетивший Катынь 17 апреля, так описывает открывшуюся ему картину:

В них (раскопанных могилах) русские военнопленные выгребали последние остатки вещей, которые остались. А по краям лежали трупы. Все были одеты в серые польские мундиры, в шапочки-конфедератки. У всех были руки завязаны за спиной. И все имели дырки в районе затылка. (…)
Отдельно лежали трупы двух генералов. Один — Сморавинский из Люблина, и второй — Богатеревич из Модлина, — около них лежали их документы. Около трупов были разложены их письма. На письмах адрес был: Смоленская область, Козельск, почтовый ящик — не то 12, не то 16 (…). На конвертах на всех был штемпель: Москва, Главный почтамт.

## Немецкая пропагандистская кампания
13 апреля германское радио передало экстренное сообщение, в котором сообщалось, что под Смоленском найдено массовое захоронение расстрелянных НКВД 10 тысяч  польских офицеров: «была обнаружена могила шириной 28 метров, в ней находились 3000 трупов польских офицеров, уложенных друг на друга в двенадцать слоев. На офицерах было обычное обмундирование, некоторые связаны, у каждого — пулевое отверстие в затылочной части». Далее сообщалось, что на трупах сохранились документы, что среди убитых найдено тело генерала Сморавинского, что находятся все новые и новые трупы и что с находкой уже ознакомлены норвежские журналисты. Это сообщение послужило сигналом к началу шумной пропагандистской кампании вокруг Катыни. В частности, было организовано посещение Катыни несколькими группами польских граждан, журналистов из разных стран, союзных военнопленных и т. д. В духе своего обычного антисемитизма (подогревавшегося в данном случае личными и настойчивыми указаниями Гитлера), геббельсовская антисемитская пропаганда раздувала тему участия евреев в катынских расстрелах, утверждая, будто поляков убили «руководящие работники минского отделения НКВД» Лев Рыбак, Авраам Борисович, Хаим Финберг и др. На самом деле еврейские имена были взяты наугад из архивов минского НКВД, доставшихся немцам. Количество обнаруженных в Катыни поляков определялось пропагандой в 12 тыс. Выведена была эта цифра умозрительно: из общего количества попавших в советский плен офицеров вычли количество живых (в армии Андерса), а остальных сочли лежащими в Катыни.
Москва отреагировала 16 апреля, обвинив Германию в «гнусных клеветнических измышлениях» и заявив, что убийство совершили сами немцы. При этом признавалось, что убитые находились в советском плену:

Немецко-фашистские сообщения по этому поводу не оставляют никакого сомнения в трагической судьбе бывших польских военнопленных, находившихся в 1941 году в районах западнее Смоленска на строительных работах и попавших вместе со многими советскими людьми, жителями Смоленской области, в руки немецко-фашистских палачей летом 1941 года после отхода советских войск из района Смоленска.— Совинформбюро — оперативная сводка за 16 апреля 1943 г.
В тот же день немецкий Красный Крест официально обратился в Международный Красный Крест (МКК) с предложением принять участие в расследовании преступления в Катыни. Практически одновременно, 17 апреля 1943, польское правительство в изгнании, со своей стороны, обратилось в МКК с просьбой расследовать гибель офицеров в Катыни; одновременно оно поручило своему послу в Москве обратиться за разъяснениями к Советскому правительству. При этом, официальное заявление польского правительства было выдержано в крайне дипломатичных тонах: оно не содержало никаких обвинений против СССР, напротив содержало большой перечень преступлений немцев против польских пленных и подчеркивало нежелание польского правительства принимать участие в пропагандистской игре немцев: «Не для того, чтобы позволить немцам предъявлять наглые претензии и изображать из себя защитников христианства и европейской цивилизации, Польша приносит свои громадные жертвы, борясь и вынося страдание. <…> Польское правительство осуждает все преступления, совершённые против польских граждан, и отказывает в праве наживать на этих жертвах политический капитал всем, кто сам виновен в таких преступлениях.». МКК (в соответствии с уставом) ответил, что он пошлёт комиссию на территорию СССР только в том случае, если соответствующую просьбу выскажет правительство СССР. Но Москва категорически отказалась участвовать в расследовании «в условиях фашистского террора на оккупированной немцами территории». После этого 24 апреля Геббельс заявил, что «участие Советов может быть допущено только в роли обвиняемого».
25 апреля СССР разорвал отношения с польским правительством, обвинив его в участии в пропагандистской кампании гитлеровцев.
Геббельс, выступая 17 апреля на очередной конференции, на которой проходил инструктаж прессы и радио, с удовлетворением отметил, что «катынское дело приняло такой размах, которого он сначала не ожидал». Он подчеркнул, что большой ошибкой советской стороны было заявление об «археологических находках» из Гнездовского городища, которые немцы якобы и выдали за останки поляков. «Второй ошибкой было то, что они сказали, что речь идет о польских офицерах, попавших в немецкий (по смыслу, „советский“) плен, так как теперь поляки обращаются с многочисленными запросами даже лично к Сталину о местонахождении этих офицеров». «Мы заставили врага болтать и должны поддерживать эту болтовню путём выдвижения всё новых утверждений. Так как теперь следует ожидать международных комиссий, мы, естественно, не должны говорить наобум, а выдвигать только обоснованные утверждения» — наставлял Геббельс.
Министр пропаганды выразил надежду, что катынским делом удастся «внести довольно большой раскол во фронт противника». Главная мысль, которая должна стать лейтмотивом пропаганды, — что «большевики не изменились (…) что это те же кровожадные псы, которые набросились на русское дворянство, которые убили латвийское дворянство и латвийскую буржуазию (…) которые и в других частях Европы стали бы так же свирепствовать».
При этом Геббельс заявил: «Некоторые наши люди должны быть там раньше, чтобы во время прибытия Красного Креста все было подготовлено и чтобы при раскопках не натолкнулись бы на вещи, которые не соответствуют нашей линии. Целесообразно было бы избрать одного человека от нас и одного от ОКВ, которые уже теперь подготовили бы в Катыни своего рода поминутную программу». Главным обстоятельством, «не соответствующим нашей линии» и чрезвычайно смущавшим немецкую пропаганду, было немецкое происхождение патронов, которыми расстреляли поляков. Лишь впоследствии оно было официально признано, и ему было дано объяснение.
Утверждения Советского правительства встречали скептические возражения, отмеченные в мемуарах Черчилля: казалось совершенно невероятным, чтобы в возникшей в связи с отступлением русских суматохе поляки не попробовали разбежаться и в результате хоть кому-то из них не удалось добраться до родины. Несмотря на все усилия советских пропагандистов, версия о расстреле польских военнопленных НКВД сразу же была принята в Польше и во всём мире как нечто очевидное. Сам по себе факт исчезновения тысяч польских офицеров, прекращения переписки с ними весной 1940 года, неспособность Сталина внятно объяснить их судьбу — являлись косвенными, но важными уликами, доказывавшими в глазах не только врагов, но и союзников СССР, что на этот раз геббельсовская пропаганда близка к истине. По словам польского дипломата Яна Карского, союзники в то же время стремились замять катынскую тему и уговаривали поляков в Лондоне «не досаждать Сталину»: 

Я тогда ежедневно встречался с самыми влиятельными людьми Англии, и все интересовались тем, что делается в Польше. Каждый англичанин, с которым я виделся, говорил: «Знаешь, Карский, может, на этот раз немцы говорят правду, может, это действительно русских рук дело». И сразу после этого каждый из них официально заявлял: «Только вы, поляки, можете быть такими идиотами, чтобы досаждать Сталину. (Тогда ведь ещё не было второго фронта.) Красная армия — спасительница человечества, а вы осмеливаетесь критиковать Сталина! Только польская сволота может так поступать!» Так говорили те же самые англичане, которые только что утверждали, что немцы не лгут по поводу Катыни.
На оккупированной территории Советского Союза немцы освещали события Катынского дела, в основном, через распространение литературы и публикации разоблачительных материалов в прессе.

## Техническая комиссия Польского Красного Креста

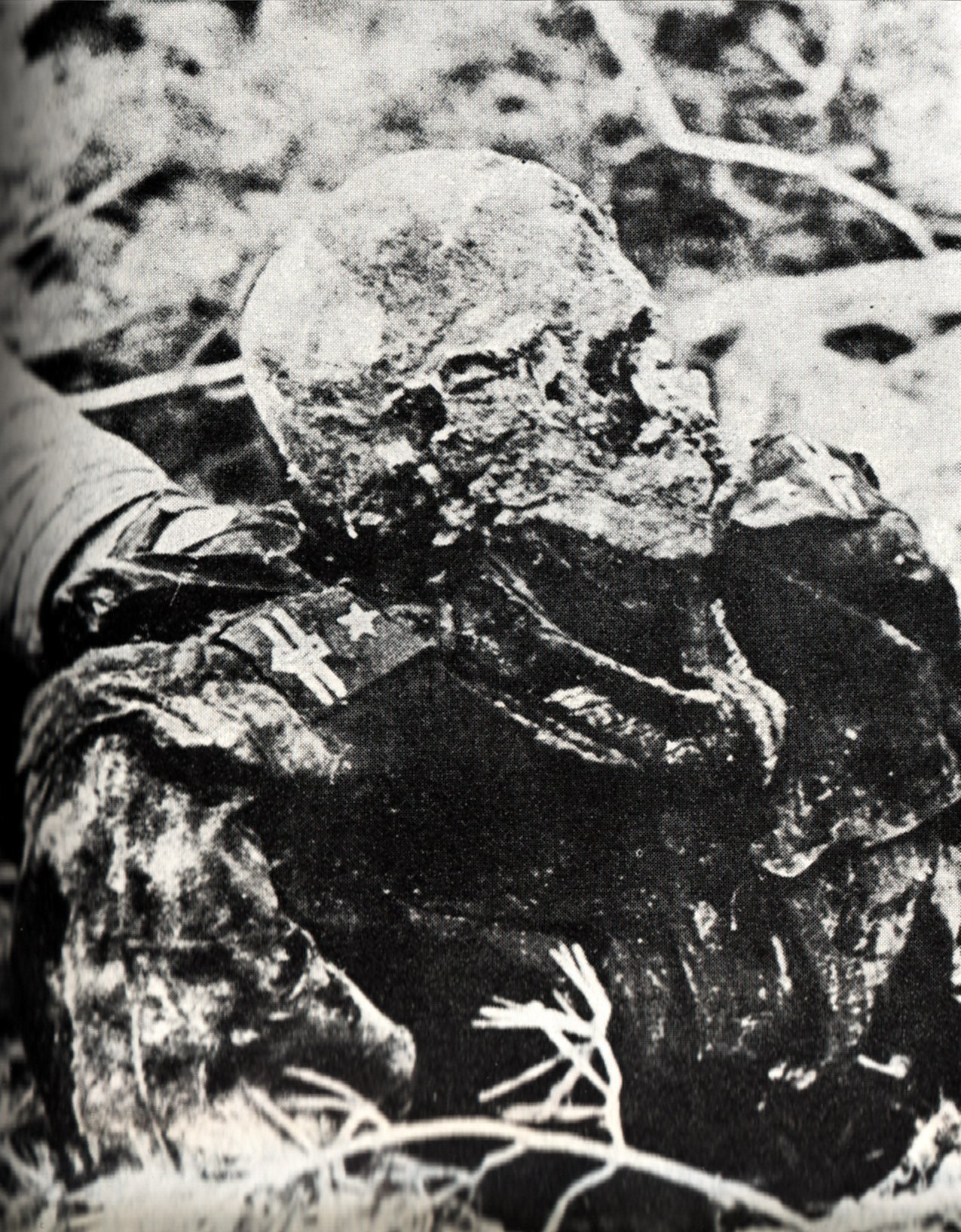
Эксгумация тела польского майора

Немцы из пропагандистских соображений стремились как можно шире привлечь к работам в Катыни международную общественность — и, в частности, Польский Красный Крест (ПКК) — организацию, авторитетную как в самой Польше, так и для эмигрантского правительства; кроме того, поляки были необходимы немцам для чтения найденных документов и идентификации убитых. ПКК объявил, что будет сотрудничать с немцами «в границах, предусмотренных международной конвенцией». Немцы пытались привлечь ПКК и к пропагандистской работе, но ПКК выставил условия, которые немцы не приняли.
15 апреля в Катынь прибыла «Техническая комиссия» ПКК, состоявшая из 9 человек, большинство которых было тесно связано с Сопротивлением. 17 числа поляки приступили к работе, все время находясь под плотным контролем и наблюдением немцев. Комиссия работала до 7 июня, когда немцы прекратили раскопки «из-за наступления жары» (при этом осталась невскрытой большая часть могилы № 8, последней из обнаруженных; поляки полагали, что это сделано специально, чтобы не была опровергнута официальная цифра в 12 тысяч жертв). Именно польская комиссия проделала основную работу по идентификации убитых, которой руководил краковский профессор Водзинский. Покидая кладбище, поляки возложили венок на одну из могил и, почтив память убитых, поблагодарили за сотрудничество немцев и русских рабочих. Согласно служебному отчету, «члены комиссии ПКК получили возможность вместе осмотреть как рвы, так и документы». В отчете комиссии указывается на постоянный контроль со стороны немцев; тем не менее, например, поляки самолично извлекли 46 трупов из могилы, которую рабочие уже собирались засыпать. В отчёте также отмечалось, что немцы не давали полякам самостоятельно просматривать найденные документы, но все найденное складывалось в пакеты и в запечатанном виде отвозилось в штаб, где пакеты в их присутствии и вскрывались. У поляков, однако, не возникло подозрений в подлоге документов. В частности, поляки отметили, что немцы не скрывали еврейских имен ряда убитых, хотя этот факт и противоречил их пропагандистским установкам, по которым евреи могли фигурировать исключительно в роли палачей. Всего в Катыни были найдены 3.184 документа (письма, открытки, дневники, обрывки газет); все они имели даты не позднее 6 мая 1940. Обрывки газет немцы в большинстве выбрасывали в лес, и поляки их свободно подбирали; в основном это оказался «Głos Radziecki», советская газета на польском языке за весну 1940 г. С местными жителями поляки общались свободно, причем, по их словам, жители «полностью подтверждали немецкую версию как о том, что Козьи Горы — давно известное место казни, так и о том, что польские офицеры были расстреляны большевиками». Подробные записи такого рода разговоров и рассказов есть в книге польского писателя Юзефа Мацкевича (участник эксгумации).
Выводы польской комиссии совпали с выводами немцев: поляки были убиты в апреле-мае 1940 года. Несмотря на факт немецкого происхождения пуль, который немцы, как отмечается в отчёте, пытались всячески скрыть, у ПКК не было сомнений в виновности НКВД: «да и доверенные сотрудники НКВД — исполнители катынского преступления — могли иметь оружие любого происхождения» — отмечали поляки.

## Международная комиссия
28-30 апреля прибыла международная комиссия, состоящая из 12 судебных медиков, в основном из оккупированных или союзных с Германией стран (Бельгии, Голландии, Болгарии, Дании, Финляндии, Венгрии, Италии, Франции, Чехии, Хорватии, Словакии, а также
Швейцарии).
Состав комиссии:
- Биркле (Birkle) — от Румынии, судебный врач румынского министерства юстиции и первый ассистент отделения судебной медицины и криминалистики университета в Бухаресте.
- Де Бурле (de Burlet) — от Голландии, штатный профессор анатомии Гронингенского университета.
- Гаек (Hájek) — от протектората Богемии и Моравии, профессор судебной медицины Карлова университета в Праге.
- Марков — от Болгарии, доцент судебной медицины и криминалистики Софийского университета.
- Милославич (Miloslavič) — от Хорватии, штатный профессор судебной медицины и криминалистики Загребского университета.
- Навиль (Naville) — от Швейцарии, штатный профессор судебной медицины Женевского университета.
- Оршош (Orsós) — от Венгрии, штатный профессор судебной медицины и криминалистики университета в Будапеште.
- Пальмьери (Palmieri) — от Италии, штатный профессор судебной медицины и криминалистики Неапольского университета.
- Саксен (Saxén) — от Финляндии, штатный профессор патологической медицины Хельсинкского университета. В Катыни находился в роли наблюдателя и лично трупы не вскрывал.
- Трамсен (Tramsen) — от Дании, прозектор института судебной медицины в Копенгагене.
- Спелерс (Speelers) — от Бельгии, штатный профессор глазной медицины Гентского университета.
- Шубик (Šubík) — от Словакии, штатный профессор патологической анатомии Братиславского университета и глава государственного здравоохранения Словакии.
- Костедо (Costedoat) — от Франции.
- Пига (Piga) — от Испании, который, однако, после прибытия самолётом в Берлин заболел и не смог продолжать путь.

Отчёт комиссии подписали все члены, кроме профессора Костедо (Франция), который, не желая играть на руку немцам, от участия в комиссии отказался, был назначен туда Лавалем в приказном порядке, но и затем в работе комиссии не участвовал под предлогом аппендицита.
Двое из членов комиссии после войны утверждали, что отчёт был подписан под давлением немцев: профессор Гаек (Чехословакия) и Марков (Болгария). Со слов Главы женевского кантонального правительства Альбера Пико в 1946 году профессор Франсуа Навиль (Швейцария) официально подтвердил все выводы комиссии, отвергнув утверждения, что на комиссию оказывалось давление. Со слов польского писателя и публициста, живущего в Италии, Густава Герлинг-Грудзинского в 1973 г. профессор Пальмиери (Италия) также категорически утверждал, что заключение комиссии было принято вполне свободно и единодушно, и назвал его «неопровержимым». Со слов Лаури Саксена, сына Арно Саксена (Финляндия), отец после войны твердо настаивал на своей подписи под заключением, несмотря на давление Союзной Контрольной Комиссии по Финляндии. Хельге Трамсен (Дания) не отказался от своей подписи; написал специальный доклад, касающийся убийства в Катыни и возлагающий вину за это на СССР
.

### Результаты расследования

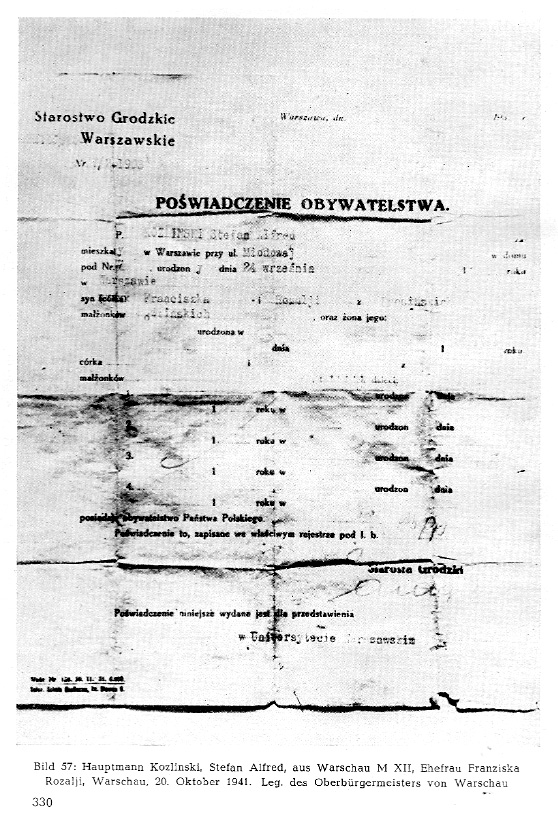
Документ из Катыни
Гродзьское староство Варшавы.
Варшава, ….дня, 193…г.
СВИДЕТЕЛЬСТВО О ГРАЖДАНСТВЕ
Стефан Альфред Козлинский
Проживает в Варшаве на ул. Медовой,
Под № 12. Род. 24 сентября …..года.
Сын Францишека и Розалии Козлинских.
Обладает гражданством Государства Польского. Подтверждение сего, записано в регистре под l.b.
Подпись: староста гродзьский (нрзб)
Для представления в Варшавский университет. (увеличенно см. здесь).
Немецкий сопроводительный текст: «Капитан Козлинский, Стефан Альфред из Варшавы, M. XII, жена Франциска Розалия, Варшава, 20 октября 1941 (так!) г. Подп.: обербургомистр Варшавы». (по: Amtliches Material zum Massenmord von Katyn. Berlin, 1943)

Основные положения отчета международной комиссии сводились к следующему:
- Опрошенные комиссией местные свидетели «среди прочего подтвердили, что в течение марта и апреля 1940 г. железнодорожные эшелоны с польскими офицерами почти ежедневно прибывали на станцию Гнездово и там разгружались. Военнопленных везли на грузовиках в сторону Катынского леса. После этого никто никогда их больше не видел». Комиссия отметила, что способ связывания поляков «идентичен тому, какой был установлен на трупах русского гражданского населения, также эксгумированных в Катынском лесу, но погребённых в более давнее время. Выстрелы в затылок, которыми были убиты эти русские, были сделаны также опытной рукой». Все убиты выстрелом в затылок. Убитые в зимнем обмундировании. Деревья, росшие на могиле, пересажены 3 года назад. На тот же срок указывают изменения в черепах убитых, согласно опытам д-ра Орсоса (венгерский член комиссии). В целом, «из показаний свидетелей и судя по письмам, дневникам, газетам и т. д., найденным на трупах, следует, что расстрелы происходили в марте и апреле 1940 года»[35].

Больше подробностей содержит немецкий отчёт Герхарда Бутца. Его выводы формулируются следующим образом:
- Из 8 братских могил изъято и заново похоронено 4143 трупа. В 70 % случаев их удалось идентифицировать. На всех трупах из могил 1—7 была зимняя одежда, в частности шинели, меховые и кожаные куртки, свитеры и шарфы. Трупы из могилы № 8 были в летней одежде. С этим согласовывается факт, что в могилах 1-7 были найдены фрагменты газет за март-апрель 1940 г., а в могиле № 8 — газеты за начало мая. На трупах не было следов насекомых (очевидно, паразитов), что подтверждает, что захоронения производились в холодное время года.
- Кроме газет, было найдено также много других документов (писем и т. д.), а также личных вещей. На жертвах часто находили табакерки ручной работы, иногда ещё наполненные, деревянные и серебряные портсигары, а также мундштуки с вырезанными монограммами и годом 1939 или 1940 и надписью «Козельск». В этом лагере находилось большинство убитых офицеров; это подтверждается тем, что найденные на жертвах письма от родственников и друзей были главным образом адресованы на Козельск.
- Состояние трупов не даёт возможности точно установить время их смерти; но найденные документы за начало 1940 г. и ранее «не оставляют сомнения, что казнь офицеров происходила в Катынском лесу весной 1940 года». Срезы деревьев, посаженных на могиле, показывают, что они были пересажены 3 года назад. Ту же датировку даёт по черепу д-р Орсос.
- Все казнённые были убиты в затылок немецкими пулями 7,65 мм калибра, марки «Geco 7,65 D» (нем. Gustav Genschow & Co. г. Карлсруэ, Германия), изготовленными в 1922-31 гг.; эти патроны, за отсутствием рынка в разоружённой Германии 20-х гг., в большом количестве экспортировались фирмой «в Польшу, в прибалтийские государства и в Советский Союз (в довольно значительном количестве до 1928 года, а потом в более ограниченном количестве)». Расстрелы происходили вне могил, возможно на краю их; расстреливали в стоячем положении, причём двое поддерживали расстреливаемого под мышки.
- Руки жертв были связаны плетёным шнуром (фабричного производства, какой употребляется для занавесок или штор) толщиной 3—4 мм. Петля была задумана так, что при попытке разъединить руки узел автоматически затягивался ещё туже. У большинства тел из могилы № 5 и в единичных случаях в других могилах, кроме обычного связывания рук, дополнительно были замотаны головы (собственными шинелями или мундирами). Шнур, которым при этом охватывали обмотку на шее, свободным концом соединяли с узлом на руках, так что каждое движение при попытке освободить голову или руки автоматически затягивало петлю. Связанными в основном оказались молодые офицеры, сопротивления которых, по-видимому, боялись. Аналогичным образом были связаны и расстрелянные ранее советские граждане. На некоторых жертвах были найдены следы ударов советским четырёхгранным штыком, которым, как предполагается, подгоняли жертвы на дороге к месту казни (упоминание о четырёхгранных штыковых отверстиях встречается и в одном советском акте[12]; немецкий же штык был плоским). Во многих случаях жертвы носили следы побоев кулаком или прикладом винтовки (перелом нижней челюсти)[4].

Mетод датировки по состоянию черепа, применённый проф. Орсосом, в дальнейшем «не нашёл достаточного последующего подтверждения медицинской практикой»
О некоторых международных экспертах было известно, что они критически относились к Германии, а после заключения немецкие СМИ охотно ссылались на соответствующее заявление словацкого эксперта Шубика, чтобы ещё сильнее укрепить версию о советской вине. В частности, по некоторым данным Хельге Трамсен согласился на участие, чтобы разоблачить «немецкую провокацию», но убедился в вине СССР.